# Championnat d'Europe de hockey sur glace 1910
Navigation
Allemagne 1911
Le premier championnat d'Europe de hockey sur glace a lieu entre les 10 et  12 janvier 1910. Les matchs sont joués aux Avants dans le canton de Vaud en Suisse.

## Préparation et contexte
L'organisation du tournoi a mis du temps pour se fixer sur le mode de déroulement du tournoi et une forte polémique est née pour savoir s'il fallait utiliser le système américain, système avec des matchs entre toutes les équipes et avec classement par la suite, ou un système à élimination directe. Louis Magnus, alors président de la Ligue internationale de hockey sur glace mais également du Club des Patineurs de Paris qui organise un tournoi à Chamonix avec le système américain, préfère le système à élimination directe. Il menace puis retire la France, représentée par le CP de Paris, de la compétition, la formule choisie étant celle du système américain.
Les nations qui participent sont l'Allemagne, représentée par le Berliner SC bzw, la Grande-Bretagne, le Prince's club Londres, la Suisse et la Belgique. Ces deux dernières formations sont des mélanges de joueurs d'au moins deux équipes. Une particularité de ce tournoi est qu'une même équipe peut jouer deux matchs la même journée. Enfin, une équipe d'étudiants canadiens d'Oxford participe au tournoi.

## Résultats
| 10 janvier | Grande-Bretagne | 1-0 | Allemagne |  |

| 10 janvier | Suisse | 0-1 | Belgique |  |

| 10 janvier | Grande-Bretagne | 1-1 | Belgique |  |

| 10 janvier | Suisse | 1-8 | Oxford |  |

| 11 janvier | Allemagne | 5-3 | Belgique |  |

| 11 janvier | Suisse | 1-5 | Grande-Bretagne |  |

| 11 janvier | Allemagne | 0-4 | Oxford |  |

| 12 janvier | Belgique | 0-6 | Oxford |  |

| 12 janvier | Suisse | 1-9 | Allemagne |  |

Le match entre la Grande-Bretagne et l'équipe des canadiens d'Oxford n'a pas lieu.

## Classement

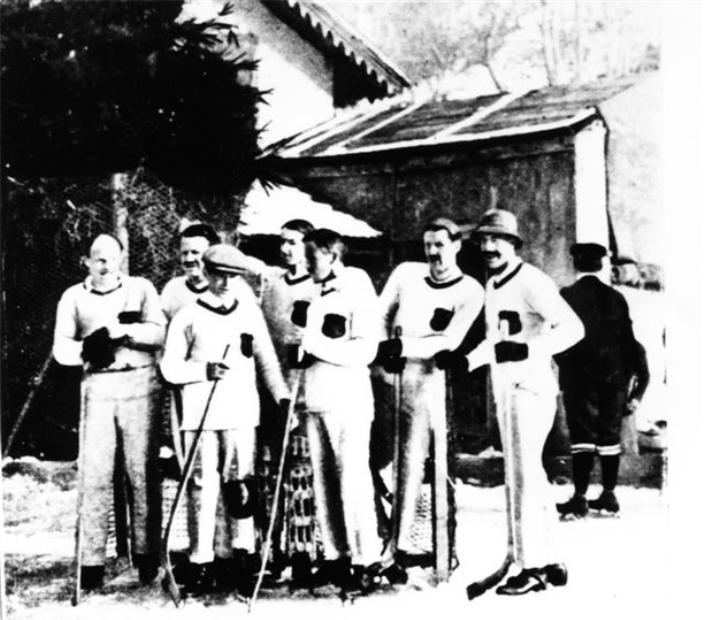
L'équipe de Grande-Bretagne championne d'Europe 1910.

| Clt   | Équipe          | PJ | V | D | N | BP | BC |
| ----- | --------------- | -- | - | - | - | -- | -- |
| +001, | Grande-Bretagne | 3  | 2 | 0 | 1 | 7  | 2  |
| +002, | Allemagne       | 3  | 2 | 1 | 0 | 14 | 5  |
| +003, | Belgique        | 3  | 1 | 1 | 1 | 4  | 7  |
| +004, | Suisse          | 3  | 0 | 3 | 0 | 2  | 15 |

## Effectif champion
L'effectif de la Grande-Bretagne déclaré champion d'Europe est le suivant :
- Gardien de but : Thomas Sopwith
- Défenseurs : B.M. « Peter » Patton, Bevan C. Cox, Hugo W. Stoner
- Attaquants : Robert Le Cron, P. Sydney Cox
- Rover[Note 1] : Harold H. Duden